# Coppa del Portogallo 2016-2017 (hockey su pista)
La Coppa del Portogallo 2016-2017 è stata la 44ª edizione della principale coppa nazionale portoghese di hockey su pista. La competizione ha avuto luogo dal 3 dicembre 2016 al 25 giugno 2017 con la disputa delle final four a Gondomar. Il trofeo è stato conquistato dal Porto per la sedicesima volta nella sua storia superando in finale il Sporting Tomar.

## Risultati

### Sedicesimi di finale
| Squadra 1           | Risultato | Squadra 2       |
| ------------------- | --------- | --------------- |
| Marítimo            | 5 - 4     | Marco           |
| Infante de Sagres   | 3 - 8     | Sporting Tomar  |
| Oeiras              | 4 - 3     | Braga           |
| Juventude Salesiana | 5 - 3     | Valença         |
| Alenquer Benfica    | 9 - 11    | Riba De Ave     |
| Parede              | 4 - 2     | Tigres          |
| Alverca             | 1 - 12    | Juventude Viana |
| Lavra               | 1 - 8     | Sanjoanense     |
| Limianos            | 4 - 7     | Paço de Arcos   |
| Académica           | 4 - 5     | Candelária      |
| Turquel             | 3 - 4     | Benfica         |
| Académico Cambra    | 3 - 4     | Barcelos        |
| Fisica              | 3 - 2     | Carvalhos       |
| Tojal               | 4 - 5     | Espinho         |
| Valongo             | 4 - 5     | Oliveirense     |
| Porto               | 8 - 3     | Sporting CP     |

### Ottavi di finale
| Squadra 1           | Risultato | Squadra 2       |
| ------------------- | --------- | --------------- |
| Candelária          | 3 - 4     | Barcelos        |
| Espinho             | 2 - 3     | Sanjoanense     |
| Fisica              | 4 - 3     | Riba De Ave     |
| Marítimo            | 0 - 3     | Parede          |
| Oeiras              | 2 - 10    | Porto           |
| Oliveirense         | 7 - 4     | Juventude Viana |
| Juventude Salesiana | 3 - 5     | Benfica         |
| Sporting Tomar      | 8 - 6     | Paço de Arcos   |

### Quarti di finale
| Squadra 1   | Risultato | Squadra 2      |
| ----------- | --------- | -------------- |
| Benfica     | 6 - 3     | Barcelos       |
| Fisica      | 4 - 3     | Parede         |
| Porto       | 7 - 3     | Oliveirense    |
| Sanjoanense | 6 - 7     | Sporting Tomar |

### Final Four

#### Semifinali
| Gondomar 24 giugno 2017, ore 14:15 WEST | Fisica | 1 – 3 | Sporting Tomar |  |

| Gondomar 24 giugno 2017, ore 18:30 WEST | Benfica | 0 – 10 | Porto |  |

#### Finale
| Gondomar 25 giugno 2017, ore 19:30 WEST | Porto | 5 – 1 | Sporting Tomar |  |